# مایکرو الکترونیک
مایکرو الکترونیک (انگلیسی: Micro Electronics, Inc) یک شرکت خصوصی آمریکایی است که دفتر مرکزی آن در هیلیارد، اوهایو قرار دارد. در سال ۱۹۷۹ توسط جان بیکر تأسیس شد، به عنوان شرکت مادر خرده‌فروش رایانه مایکرو سنتر، بخش آنلاین آن مایکرو سنتر آنلاین و نام تجاری آن آی اس پی جی (به انگلیسی: ISPG) است. آی اس پی جی، که شامل کامپیوتر و وین بوک و اینلند است (از جمله اینلند ممتاز برای درایوهای حالت جامد سطح بالا).